# Can Llavanera (Crespià)
Can Llavanera és una obra de Crespià (Pla de l'Estany) inclosa a l'Inventari del Patrimoni Arquitectònic de Catalunya.

## Descripció
L'edifici està situat sobre un pendent lleuger que s'obre al sud, paral·lelament al pendent del terreny i amb el carener orientat a ponent a llevant es cobreix l'únic cos que forma la masia. L'accés s'efectua per la façana oest, a través d'un pati envoltat per un mur de pedra, l'accés al pati es fa per un portal sobrealçat respecte al mur del pati i coronat per una cornisa volada de teula, l'arc de la porta és de pedra i està apuntat. L'element més significatiu de la casa és la galeria de la façana sud que s'obre a dos nivells sobre la plana conreada que arriba al Fluvià, els arcs de la galeria són de punt rodó.

## Història
Can Llavanera era un gran mas agrícola que dominava gran part de les terres del voltant, dona nom al veïnat de Llavanera, la propietat es va anar ramificant en petites propietats al llarg del temps.